# Nicolas Fatio de Duillier

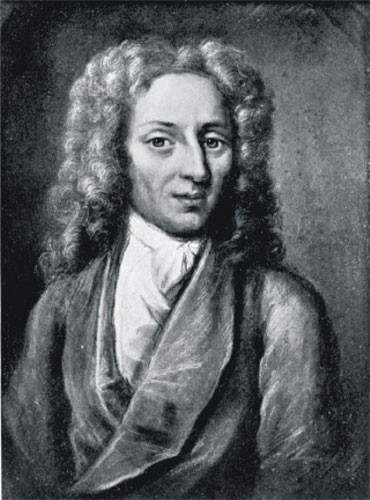
Nicolas Fatio de Duillier

Nicolas Fatio de Duillier (Bazel, 16 februari 1664 - Maddersfield nabij Worcester, 10 mei 1753) was een Zwitserse wiskundige bekend om zijn vriendschap met Isaac Newton en zijn werk met betrekking tot het zodiakaal lichtprobleem. Fatio du Duillier kwam uit een rijke familie die hem bijna zijn hele leven in de watten heeft gelegd. Hij genoot enige tijd een zekere reputatie binnen de intelligentsia, maar dat duurde niet lang. Als zevende van twaalf kinderen groeide Fatio op in Zwitserland. Zijn vader was een rijk grootgrondbezitter.
In 1682, toen hij achttien was, leefde Fatio van een genereuze toelage in Parijs. Hij was een talentvol wiskundige, een vroegrijpe jongen, die indruk maakte op een hele reeks vooraanstaande filosofen. In 1686 was hij getuige van een potentiële moordaanslag op stadhouder Willem III van Oranje die hij hielp te verijdelen. In 1687 reisde hij naar Engeland met de specifieke bedoeling om Newton te ontmoeten. Hij wist zich geliefd te maken bij de grote wetenschapper en tussen 1689 en 1693 hadden ze een intense relatie. Op een gegeven moment wilde Newton dat Fatio bij hem zou intrekken in Cambridge, maar daar kwam nooit iets van.
Fatio genoot niet echt het vertrouwen van de Engelse wetenschappelijke wereld en hij had veel vijanden. In 1693 gingen hij en Newton met ruzie uit elkaar. Fatio verloor zijn beschermer en het ging snel bergafwaarts met hem. Hij werd negentig, maar stierf in armoede en bijna geheel vergeten.